# ヨハネス・ベドノルツ
ヨハネス・ゲオルク・ベドノルツ（Johannes Georg Bednorz, 1950年5月16日 - ）は、ドイツの物理学者・鉱物学者。表記はベトノルツとも。酸化物高温超伝導体の発見によって、カール・アレクサンダー・ミュラーとともに1987年度のノーベル物理学賞を受賞した。

## 経歴
ノルトライン＝ヴェストファーレン州ノイエンキルヒェンで父アントン・ベドノルツと母エリザベスの間に生まれ、1968年にミュンヘン大学で鉱物学の研究を始めた。チューリッヒ工科大学からPh.D取得。
1982年、スイス・チューリッヒにあるIBM研究所の研究員として採用され、ミュラーの超伝導の研究に参加した。
1983年、ベドノルツとミュラーは遷移金属酸化物でできたセラミックスの電気学的研究に本格的に取り組み、LBCOとして知られる、バリウム・ランタン・銅の酸化物に超伝導性を持たせることに成功した。この酸化物の転移温度は35ケルビンで、これまでの記録より12ケルビンも高いものだった。

## 受賞歴
- 1987年 - ノーベル物理学賞、フリッツ・ロンドン記念賞
- 1988年 - EPS欧州物理学賞、ジェームス・C・マックグラディ新材料賞